# 愛媛県漁業協同組合連合会
愛媛県漁業協同組合連合会（えひめけんぎょぎょうきょうどうくみあいれんごうかい）は、愛媛県にある漁業協同組合を統括する漁業協同組合連合組織。略称は「JF愛媛県連」。2020年7月に愛媛県漁業協同組合に事業などを包括継承し解散した。

## 沿革
- 1949年10月 - 「愛媛県漁業協同組合連合会」設立。
- 1953年5月 - 愛媛県水産会館（松山市二番町45-1）が完工し、本部移転。
- 1954年4月 - 燃油係を新規設置し、燃油購買を開始。
- 1956年9月 - 宇和島地区漁連と合併調印。
- 1957年3月 - 喜多地区漁連と統合。
- 1958年
  - 2月 - 松山市三津鮮魚共販所を開所。
  - 12月 - 西条乾海苔共販所が落成し、西条・東予の共販体制を一元化。
- 1963年7月 - 宇和島支部の事務所・魚市場が移転、落成（宇和島市築地町2丁目）。
- 1964年11月 - 愛媛県水産会館（愛媛県松山市二番町4丁目7-4）落成、水産会館管理部を設置。
- 1969年6月 - 冷凍冷蔵西条工場が落成、舶用機関整備宇和島工場が落成。
- 1971年
  - 1月 - 西条合同事務所・海苔共販施設が落成
  - 12月 - 真珠の共同販売の一本化をめざし、宇和島支部内に真珠共販施設を落成。
- 1974年3月 - 愛媛県青年漁業者連絡協議会を結成。
- 1979年3月 - 今治市に県漁連と県信漁連の合同事務所、県漁連の漁船舶用機関整備東予工場が新築落成
- 1981年5月 - 愛媛県水産会館（松山市二番町4丁目6-2）落成。
- 1982年4月 - 南宇和給油所（南宇和郡城辺町久良）落成。
- 1983年3月 - 中島町に燃油タンク施設が完成。
- 1986年
  - 4月 - 魚食普及センターえひめぎょれんコーナーを新設。
  - 6月 - 宇和島支部の戸島事業所が完成。
  - 7月 - 南宇和出張所を開設。
- 1989年7月 - 県漁業指導協会を設立。
- 1991年4月 - 宇和島支部内に蓄養施設・水産物簡易加工処理施設が完成。
- 1993年12月 - 真珠のアンテナショップ「オンド・アール」を県水産会館内にオープン。
- 1994年1月 - 宇和島市に餌料保管解凍処理施設・水産物鮮度保持施設が完成。
- 1998年
  - 3月 - 松山共販所(松山市梅田町）が完成。
  - 12月 - マダイのフィレー加工を行う宇和島水産加工センター（HACCP工場）を稼動。
- 1999年3月 - 舶用機関整備宇和島工場（宇和島市弁天町2丁目）に落成。
- 2004年8月 - えひめぎょれん販売株式会社設立。
- 2007年4月 - 今治市に地元産物直売所「さいさいきて屋」オープン。ぎょれん販売運営店「魚媛」入店。
- 2010年4月 - 漁協経営セーフティーネット構築事業開始。
- 2015年4月 - 宇和島市に漁業研修センターが落成。
- 2020年
  - 6月30日 - 愛媛県漁業協同組合連合会が解散[1]。
  - 7月1日 - 財産や事業などを愛媛県漁業協同組合に継承[1]。